# Ice Breaker (відеогра)

Ice Breaker — гра-головоломка від Nitrome Limited, випущена на Miniclip 5 січня 2009 року. Ice Breaker: The Red Clan і Ice Breaker: The Gathering були продовженнями, випущеними пізніше. Адаптація iOS під назвою Icebreaker: A Viking Voyage була розроблена Rovio Stars Ltd. і випущена 20 червня 2013 року.

## Ігровий процес
У грі гравець веде замерзлих вікінгів до човна, розрізаючи крижані брили мишею або пальцем.

## Критичний прийом

### Ігри Miniclip
TechNonsense сказав про перші 2 ігри: «Це хороший тренінг для мозку, якщо у вас є вільний час. Мені подобається фонова музика.» MiniclipGameRater поставив IB: RC 3,5 зірки, прокоментувавши «Мета гри проста для розуміння» та «Рівні складні», додавши «Рівні не сильно змінилися з часів старої гри» та «Є деякі зображення, які не підходять для дітей до 10 років». Чіп поставив Ice Breaker: The Gathering 3/5, написавши: «Висновок: „Ice Breaker: The Gathering“ — це весела флеш-гра, яка робить нудьгу іноземним словом».

### Гра для iOS
Версія для iOS має рейтинг 87 % на Metacritic на основі 12 відгуків критиків.
SlideToPlay сказав: "Icebreaker: A Viking Voyage — одна з найрозумніших і найхимерніших ігор за останній час, і вона значною мірою сприяє пожвавленню жанру фізичних головоломок. " AppSpy написав: "Ця фізична головоломка, що наповнена продуманим дизайном рівнів і креативністю, на голову вище конкурентів. MacLife сказав: "Icebreakers: A Viking Voyage — це дивовижна розвага, яка містить напрочуд багато глибини в кількох простих механізмах. PocketGamer UK написав: "Дотепна, різноманітна, складна та чудова на вигляд, Icebreaker: A Viking Voyage — одна з найкращих головоломок на основі фізики для iOS і видатний початок для Rovio Stars. 148Apps сказав, що «Icebreaker: A Viking Voyage вдалося поєднати майже всі існуючі концепції фізичної головоломки з напрочуд чудовим ефектом». Games Master UK описав гру як "найпотужнішу та оригінальну фізичну гру-головоломку з часів Angry Birds і Cut the Rope. Gamer.nl сказав: "Icebreaker розбиває лід для Rovio Stars. Її основи не відрізняються від Angry Birds і Bad Piggies, які мають надзвичайно захоплюючий і простий у головоломці геймплей в Icebreaker. Але Viking Voyage є повнішою та різноманітною, ніж ці ігри, тому що їй вдається знову і знову дивувати новими концепціями головоломок, навіть попри те, що вона така впізнавана. "
Vandal Online написав: "Ця гра створює дуже міцну базу, з якої може вирости одна з найвеселіших і захоплюючих ігор для пристроїв iOS. Мододжо сказав: "На щастя, є достатньо різноманітності та фантазії в дизайні рівнів, не кажучи вже про гумор у розповіді гри, щоб допомогти Icebreaker майже піднятися над цими проблемами. Тут можна очікувати складнішого випробування, ніж від звичайної головоломки з фізики, але це не обов'язково погано у 2013 році. " Apple'N'Apps написав: «Icebreaker: A Viking Voyage відновлює жанр фізичних головоломок і є певним відколом від старої брили льоду, якою є Angry Birds.» Gamezebo написав: "Однак елементи керування в Icebreaker: A Viking Voyage досить легкі, щоб звикнути до певного часу. Не дивлячись на гарний гумор, різноманітний ігровий процес і цікаві головоломки, було б прикро відсидіти цю подорож, навіть якщо зіткнення з айсбергом неминуче. Arcade Sushi сказав: «Надання нам двох різних цін також є досить кричущою формою гри, особливо коли є здорова кількість внутрішньоігрових покупок». Навіть з цими скаргами, Icebreaker: A Viking Voyage все одно варто подивитися, особливо якщо у вас є три бакси, щоб подути. "